# An Lục Long
An Lục Long là một xã thuộc tỉnh Tây Ninh, Việt Nam. Xã này cũng là cực nam của tỉnh Tây Ninh.

## Địa lý
Xã An Lục Long có vị trí địa lý:
- Phía đông giáp xã Thuận Mỹ.
- Phía tây giáp xã Mỹ Tịnh An và xã Lương Hòa Lạc thuộc tỉnh Đồng Tháp.
- Phía nam giáp xã Tân Thuận Bình thuộc tỉnh Đồng Tháp
- Phía bắc giáp xã Tầm Vu và xã Thuận Mỹ.

Xã An Lục Long có diện tích tự nhiên là 33,75 km², quy mô dân số năm 2025 là 29.485 người.

## Lịch sử
Sau ngày 30 tháng 4 năm 1975, địa bàn xã An Lục Long hiện nay vốn là các xã An Lục Long, Dương Xuân Hội và Long Trì thuộc huyện Châu Thành, tỉnh Long An.
Ngày 20 tháng 9 năm 1975, Bộ Chính trị Ban Chấp hành Trung ương Đảng Lao động Việt Nam ban hành Nghị quyết số 245-NQ/TW về việc bỏ khu, hợp tỉnh. Theo đó, dự kiến hợp nhất những tỉnh Mỹ Tho, Gò Công, Long An và Bến Tre thành một tỉnh mới, tỉnh được hợp lại sẽ đề nghị Nhà nước quyết định tên và và tỉnh lỵ của tỉnh mới.
Ngày 20 tháng 12 năm 1975, Bộ Chính trị Ban Chấp hành Trung ương Đảng Lao động Việt Nam ban hành Nghị quyết số 19/NQ về việc điều chỉnh hợp nhất một số tỉnh ở miền Nam. Theo đó, dự kiến hợp nhất các tỉnh Long An và Kiến Tường thành một tỉnh mới.
Ngày 24 tháng 2 năm 1976, Hội đồng Chính phủ Cách mạng lâm thời Cộng hòa miền Nam Việt Nam ban hành Nghị định về việc giải thể khu, hợp nhất tỉnh ở miền Nam Việt Nam. Theo đó, địa giới tỉnh Long An (mới) gồm tỉnh Long An (cũ) và tỉnh Kiến Tường.
Ngày 11 tháng 3 năm 1977, Hội đồng Chính phủ ban hành Quyết định số 54-CP về việc hợp nhất một số huyện thuộc tỉnh Long An. Theo đó, hợp nhất huyện Châu Thành và huyện Tân Trụ thành một huyện lấy tên là huyện Tân Châu, các xã An Lục Long, Dương Xuân Hội và Long Trì thuộc huyện Tân Châu.
Ngày 19 tháng 9 năm 1980, Hội đồng Bộ trưởng ban hành Quyết định số 298-CP về việc chia huyện Mộc Hóa thuộc tỉnh Long An thành huyện Mộc Hóa và huyện Tân Thạnh và đổi tên huyện Tân Châu cùng tỉnh thành huyện Vàm Cỏ. Theo đó, đổi tên huyện Tân Châu thành huyện Vàm Cỏ, các xã An Lục Long, Dương Xuân Hội và Long Trì thuộc huyện Vàm Cỏ.
Ngày 4 tháng 4 năm 1989, Hội đồng Bộ trưởng ban hành Quyết định số 36-HĐBT về việc phân vạch địa giới hành chính huyện Vàm Cỏ thuộc tỉnh Long An. Theo đó, chia huyện Vàm Cỏ thuộc tỉnh Long An thành hai huyện lấy tên là huyện Châu Thành và huyện Tân Trụ, các xã An Lục Long, Dương Xuân Hội và Long Trì thuộc huyện Châu Thành.
Ngày 23 tháng 11 năm 1991, Ban Tổ chức - Cán bộ Chính phủ ban hành Quyết định số 607-TCCP về việc phân vạch, điều chỉnh địa giới xã và thành lập thị trấn thuộc các huyện Đức Huệ, Châu Thành, Tân Trụ, Vĩnh Hưng, tỉnh Long An. Theo đó, tách 264 ha diện tích tự nhiên và 3.854 nhân khẩu của xã Dương Xuân Hội; 78,43 ha diện tích tự nhiên và 2.225 nhân khẩu của xã Hiệp Thạnh để thành lập thị trấn Tầm Vu (thị trấn huyện lỵ của huyện Châu Thành).
Ngày 18 tháng 7 năm 2019, Hội đồng nhân dân tỉnh Long An ban hành Nghị quyết số 43/NQ-HĐND về việc sắp xếp ấp, khu phố thuộc xã, phường, thị trấn trên địa bàn tỉnh Long An. Theo đó, sáp nhập toàn bộ diện tích tự nhiên và dân số của ấp Long Hòa vào ấp Long Thuận và lấy tên là ấp Long Thuận thuộc xã Long Trì, huyện Châu Thành.
Ngày 12 tháng 6 năm 2025, Quốc hội khóa XV ban hành Nghị quyết số 202/2025/QH15 về việc sắp xếp đơn vị hành chính cấp tỉnh. Theo đó, sắp xếp toàn bộ diện tích tự nhiên, quy mô dân số của tỉnh Long An và tỉnh Tây Ninh thành tỉnh mới có tên gọi là tỉnh Tây Ninh.
Trước khi sắp xếp:
- Xã An Lục Long có diện tích tự nhiên là 17,38 km², quy mô dân số năm 2025 là 14.559 người[13] với 12 ấp: An Tập, Cầu Đôi, Cầu Đúc, Cầu Hàng, Cầu Kinh, Cầu Ông Bụi, Cầu Ván, Chợ Ông Bái, Đồng Tre, Lộ Đá, Nhà Việc, Song Tân[14][15].
- Xã Dương Xuân Hội có diện tích tự nhiên là 6,73 km², quy mô dân số năm 2025 là 6.046 người[13] với 4 ấp: Hồi Xuân, Mỹ Xuân, Vĩnh Xuân A, Vĩnh Xuân B[16][17].
- Xã Long Trì có diện tích tự nhiên là 9,64 km², quy mô dân số năm 2025 là 8.880 người[13] với 7 ấp: Long An, Long Bình, Long Hưng, Long Thành, Long Thạnh, Long Thuận, Long Trường[18][19].

Ngày 16 tháng 6 năm 2025, Ủy ban Thường vụ Quốc hội khóa XV ban hành Nghị quyết số 1682/NQ-UBTVQH15 về việc sắp xếp các đơn vị hành chính cấp xã của tỉnh Tây Ninh năm 2025. Theo đó, sắp xếp toàn bộ diện tích tự nhiên, quy mô dân số của các xã Dương Xuân Hội, Long Trì và An Lục Long [huyện Châu Thành, tỉnh Long An] thành xã mới có tên gọi là xã An Lục Long.